# Alicia im Ort der Wunder
Alicia im Ort der Wunder ist ein kubanischer Film des Regisseurs Daniel Díaz Torres aus dem Jahre 1991. Der Titel spielt auf Lewis Carrolls Erzählung Alice im Wunderland an. Der Film wurde kurz nach seiner kubanischen Premiere verboten, was zu heftigen Kontroversen führte. Auf der Berlinale 1991 wurde Alicia im Ort der Wunder mit dem Friedensfilmpreis ausgezeichnet.

## Handlung
Die unerfahrene und idealistische Absolventin der Theaterwissenschaften Alicia kommt mit dem Auftrag in den abgeschiedenen und ominösen Ort Maravillas de Novera, dort eine Laientheatergruppe aufzubauen. Bald erfährt sie, dass die sich allesamt seltsam verhaltenden Ortsbewohner sich dort nicht freiwillig aufhalten, sondern aufgrund von moralischen Verfehlungen zwangsweise nach Maravillas verbannt worden sind. Der Ort wird vom diktatorischen Direktor eines großen Sanatoriums beherrscht, der seine Patienten mit einem zwangsweise verabreichten, übelriechenden „Heilwasser“ gefügig macht und manipuliert. Alicia lehnt es ab, sich den absurden Umständen anzupassen, versucht vergeblich, Widerstand gegen die vielfältigen Zwänge zu organisieren, und ergreift schließlich die Flucht.

## Kulturpolitische Kontroverse in Kuba
Der Film wurde im Februar 1991 auf der Berlinale uraufgeführt, wo er internationale Anerkennung fand, und gelangte erst im Juni 1991 für wenige Vorstellungen zur Aufführung in Havanna, bevor er nach nur drei Tagen auf Beschluss der Behörden zurückgezogen wurde. Alicia im Ort der Wunder wurde angesichts seiner satirisch überzeichneten Referenzen zur kubanischen Gesellschaftsrealität in mehreren Rezensionen, die in staatlich kontrollierten Medien erschienen, als „konterrevolutionär“ bezeichnet. Den ersten von mehreren Artikeln, die den Film und seine Autoren scharf attackierten, verfasste der spätere Außenminister Bruno Rodríguez Parrilla, damals Chefredakteur der Zeitung Juventud Rebelde.
Die politischen Angriffe auf die Filmemacher lösten in Kuba eine heftige Kontroverse zwischen Kulturschaffenden und Regierungsvertretern aus, in deren Folge die Aufführung und Ausstrahlung der Komödie für lange Zeit verboten blieb. Die kubanische Regierung kündigte als Reaktion auf den Film ihren Plan an, das 1959 gegründete staatliche Filminstitut ICAIC, das den Film produziert hatte, als eigenständige Institution aufzulösen. Seine Aktivitäten und Mitarbeiter sollten der Rundfunkbehörde Instituto Cubano de Radio y Televisión (ICRT) zugeordnet werden, die der unmittelbaren Verantwortung der Abteilung für Revolutionäre Orientierung (DOR) beim Zentralkomitee der Kommunistischen Partei Kubas untersteht. Gegen diesen Plan erhob sich breiter Protest der kubanischen Kulturschaffenden und ICAIC-Direktor Julio García Espinosa trat von seinem Posten zurück. Sein Vorgänger, der ICAIC-Gründungsdirektor Alfredo Guevara, wurde zunächst als Vermittler von seinem Posten als UNESCO-Botschafter in Paris zurückbeordert, bevor er erneut die Leitung des Filminstituts übernahm, dessen Abwicklung er verhindern konnte. Im Dezember 1991 sorgte Guevara für eine weitere Aufführung des Films vor geladenen Zuschauern beim von ihm geführten Internationalen Festival des Neuen Lateinamerikanischen Films.

## Kritik
Alicia im Ort der Wunder des kubanischen Politikwissenschaftlers und Filmemachers Daniel Díaz Torres ist eine schräge, in vielerlei Hinsicht provokante Satire mit derben Hieben sowohl auf eine als wunderbar ausgewiesene Gesellschaft und ein repressives, kontrollmächtiges politisches System als auch auf die ambivalente Rolle der Kirche. Marie Anderson auf Kinozeit.de
„Alicia im Ort der Wunder ist einer der polemischsten Filme, die im revolutionären Kuba seit den 60er Jahren realisiert wurde.“ Juan Antonio González in Cinemómetro, Caracas, Venezuela
„Das ist ein Festessen für Liebhaber der Satire und ein Fest für die begeisterten Anhänger des Absurden.“ Christopher Harris in The Globe and Mail
„In Kategorien wie Auseinandersetzung entspricht Alicia im Ort der Wunder für das kubanische Kino dem, was Geburt einer Nation für das [US-]amerikanische Kino bedeutet: Der kontroverseste Spielfilm in der Geschichte des Landes.“ Dennis West in Cineaste, Vol. XX, No. 1, USA
„Ohne Zweifel der am meisten kommentierte, diskutierte und hinterfragte Film des gegenwärtigen kubanischen Kinos.“ Cinemateca Uruguaya, Heft 1993
„Alicia im Ort der Wunder ist eine begeisternde Collage sozialen und politischen Kommentars.“ Filmfest Chicago Magazin, 29th. Chicago International Film Fest
„Seit P.M. hat kein Film mehr solche internen Auseinandersetzungen ausgelöst wie dieser Film, der bisher die größten Besucherzahlen beim Festival angezogen hat... Während Alicia nur die letzte Welle neuerer kubanischer Komödien ist, ist ein surrealistischer Stil nah an dem Geist und den Absichten von Tomás Gutiérrez Aleas schwarzer Komödie Tod eines Bürokraten.“ Francisco Gonzalez in The San Juan Star, Puerto Rico, 1993